# Real decreto ley
El real decreto ley en España es una norma jurídica con rango de ley, propia de países con monarquía parlamentaria, que emana del poder ejecutivo y es dictada en caso de extraordinaria y urgente necesidad. Requiere de posterior convalidación o ratificación de parte del poder legislativo, habitualmente en un plazo breve (treinta días hábiles como máximo). En los países cuya forma política es la república o para las normas similares de las comunidades autónomas españolas existe, en muchos casos, una norma análoga, llamada decreto ley.

## Regulación normativa

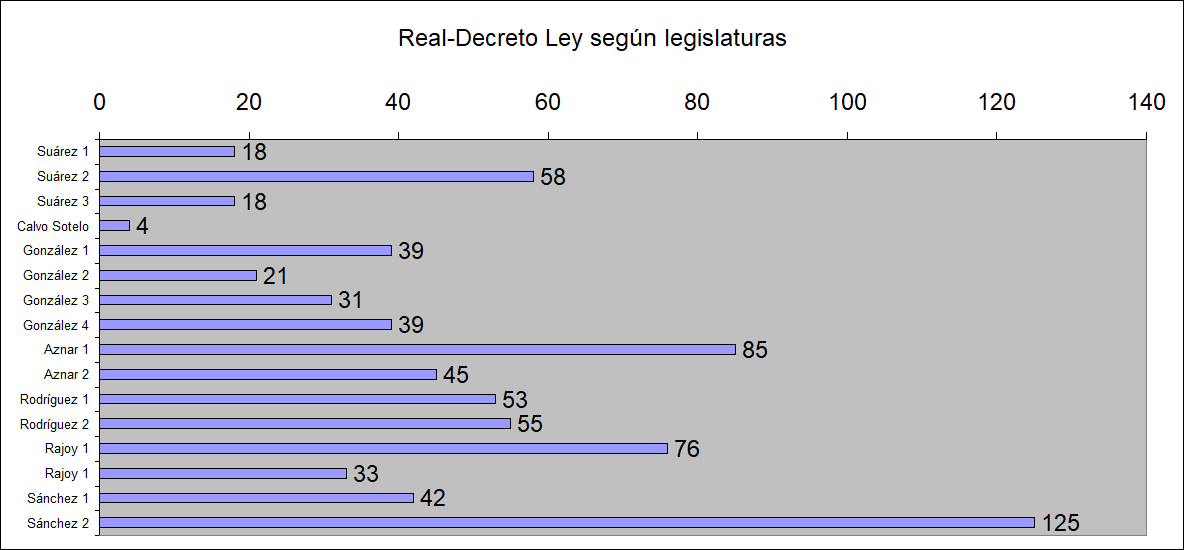
Uso en los diferentes gobiernos

Este tipo de norma se encuentra regulada en la Constitución. El apelativo de «real» viene dado porque tiene rango estatal y es el rey quien se encarga de sancionar y ordenar la publicación y cumplimiento de la norma.
Es importante resaltar que en el caso español, la norma en sí no es ratificada por el Congreso de los Diputados. En realidad, el Congreso se limita a ratificar la situación de urgencia que ha llevado a la promulgación de la norma. El resultado final es el mismo, pero la tramitación es mucho más rápida y se evitan debates parlamentarios.
En España, el real decreto ley tiene tres límites:
1. Circunstanciales: acerca del hecho que provoca el nacimiento del real decreto ley (el Gobierno es el que decide cuando un hecho es de «urgente necesidad»).
2. Materiales: sobre el contenido de dicha norma.
3. Temporales: provocando el fin del real decreto ley o su conversión en ley.

Según la Constitución española, en el artículo 86, estos reales decretos leyes «no podrán afectar al ordenamiento de las instituciones básicas del Estado, a los derechos, deberes y libertades de los ciudadanos (...), al régimen de las comunidades autónomas, ni al derecho electoral general».
Estos límites aseguran que el real decreto ley no será utilizado abusivamente por parte del Gobierno. Deberá ser debatido por el Congreso de los Diputados (Parlamento español) en el plazo de treinta días desde su promulgación, para convalidarlo o derogarlo (aunque habrá un número muy limitado de días en los que el decreto ley esté vigente todavía sin aprobación parlamentaria). El Congreso solo podrá afirmarlo o negarlo, pero no modificarlo, ni tampoco ignorarlo. En la práctica, el real decreto ley se ha asentado no ya como un recurso de urgencia, sino como una vía mediante la cual el Ejecutivo incorpora leyes al ordenamiento, ahorrándose el tiempo que dura la aprobación de una ley. Se supone que si las Cortes han elegido al Ejecutivo, los reales decretos leyes de este serán aprobados.
El real decreto ley puede ocupar el «puesto» o regular materias de las que se ocuparía la ley ordinaria, pero nunca de aquellas materias reservadas a la ley orgánica (derechos fundamentales, estatutos de autonomía, régimen electoral...). El control sobre el real decreto ley puede versar sobre su forma como fuente del derecho, su contenido según su constitucionalidad, o su procedimiento de producción.
Eso no significa que no pueda modificar el contenido de una ley orgánica, ya que parte de una ley orgánica puede tener rango de ley ordinaria. Un ejemplo es el Real Decreto Ley 3/2017, de 17 de febrero, por el que se modifica la Ley Orgánica 3/2013, de 20 de junio, de protección de la salud del deportista y lucha contra el dopaje en la actividad deportiva, y se adapta a las modificaciones introducidas por el Código Mundial Antidopaje de 2015.